# Коркоран (Калифорния)
Коркоран (англ. Corcoran) — город в округе Кингс в штате Калифорния в Соединённых Штатах Америки.
Согласно данным переписи населения США 2020 года число жителей города 
составляло 22 339 человек, что, для такого небольшого населённого пункта, существенно меньше (− 1.3%), чем было во время предыдущей переписи проводившейся в 2010 году (24 813 человек).

## История
Первое отделение Почтовой службы США открылось в этом районе в 1901 году.[6]
Коркоран был основан Хобартом Джонстоном Уитли, известным застройщиком из южной Калифорнии, который возглавил строительство Коркорана (главная улица общины названа в его честь). Ему понравилось то, что он увидел во время визита в этот район в 1905 году (кузница, небольшой магазин, разбросанные дома и пышная, нетронутая перспектива со стадами пасущихся диких свиней, лошадей и быков) и Уитли купил 32 000 акров (130 км2), чтобы начать здесь застройку. 

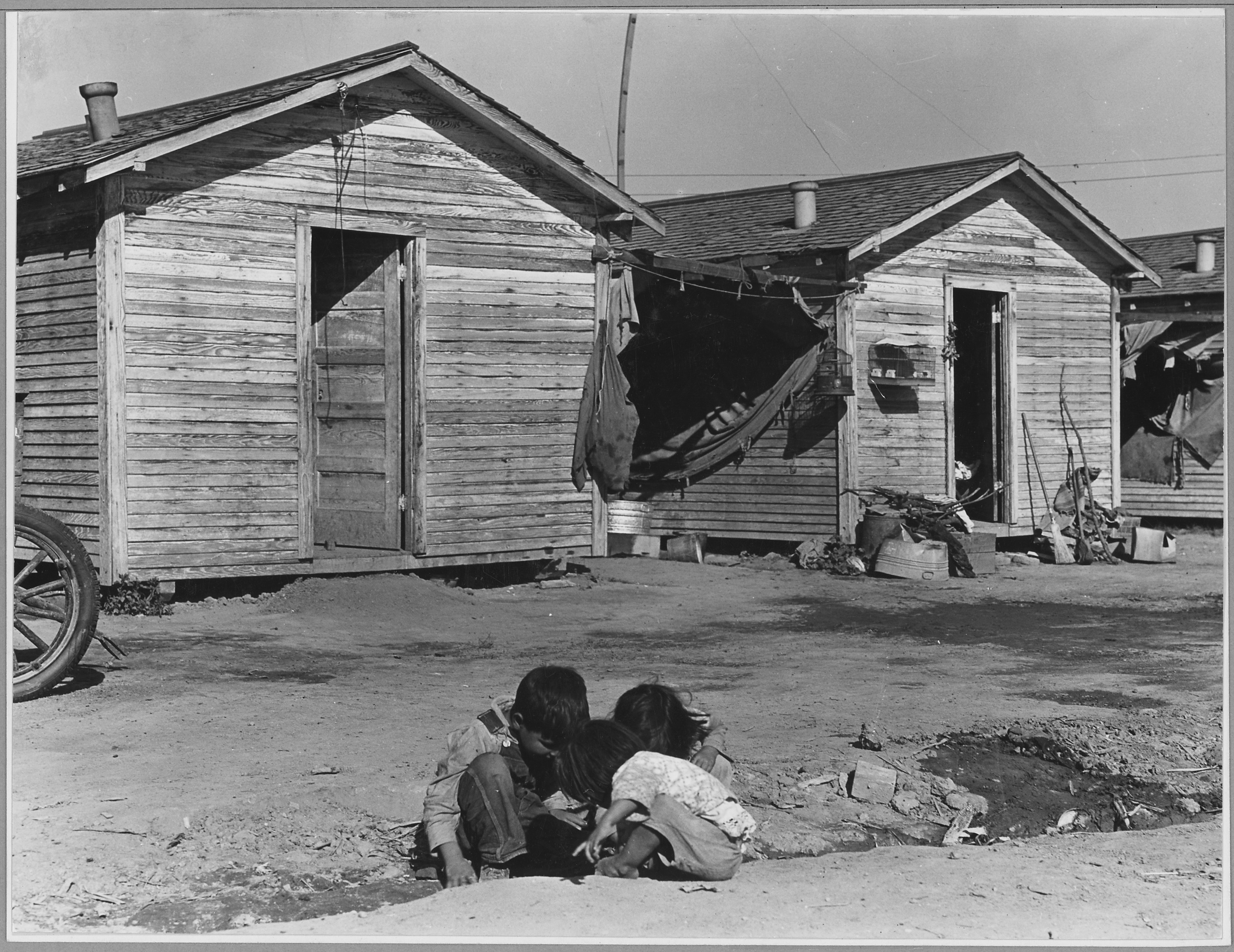
Коркоран в 1940 году

Сначала Уитли хотел назвать город «Отис» в честь американского офицера Харрисона Грея Отиса, но по какой-то причине изменил решение. Уитли перевез в этот район сотрудника своей фирмы по недвижимости, который стал одним из многих пионеров сообщества, построив первый дом и бизнес-структуру в Коркоране. Его семья также помогла основать первую церковь в общине, и это событие очень помогло при включении сообщества в реестр в качестве города (14 августа 1914 года).
К западу от делового центра города находится частный гражданский одноимённый аэропорт, который принимает и отправляет около пятнадцати воздушных судов ежедневно.
Основой экономики Коркорана с момента основания города является сельское хозяйство. Изначально наиболее успешными культурами были зерновые, люцерна и сахарная свёкла.
В 1921 году здесь была основана J. G. Boswell Company, которая в настоящее время является крупнейшим работодателем города.

## География
Согласно данным Бюро переписи населения США, общая площадь города составляет 6,4 квадратных мили (17 км2), и вся эта территория приходится на сушу.
Земля под Коркораном проседает из-за забора грунтовых вод сельскохозяйственными угодьями. За последние 14 лет проседание составило до 11,5 футов (3,5 метра).